# Robert Jay Lifton
Robert Jay Lifton, född 1926, är en amerikansk psykiater och författare. Mest känd för sina studier om psykologiska orsaker till krig, våld och fundamentalism. Lifton har intresserat sig för relationen mellan psykologi och historisk förändring och är en av grundarna till fältet psykohistoria (psychohistory). Numera visiting professor i psykiatri vid Harvard Medical School, ledde tidigare The Center on Violence and Human Survival vid John Jay College of Criminal Justice, City University of New York.